# Unterhonschaft (Burscheid)
Die Burscheider Unterhonschaft war im Mittelalter und der Neuzeit eine Honschaft im Kirchspiel Burscheid im bergischen Amt Miselohe. Sie war eine von drei Honschaften des Kirchspiels.